# Тригонометрія
Тригономе́трія (від грец. τρίγονο — трикутник та μετρειν — вимірюю, тобто буквально вимірювання трикутників) — розділ елементарної математики, що лежить на перетині алгебри та геометрії і вивчає співвідношення між сторонами й кутами трикутників, дозволяючи проводити кутові обчислення через спеціально визначені функції кутів.
Визначені для прямокутного трикутника тригонометричні функції є основним інструментом тригонометрії, що значно полегшує обчислення, оскільки ці функції дозволяють замінити геометричні побудови алгебраїчними операціями.

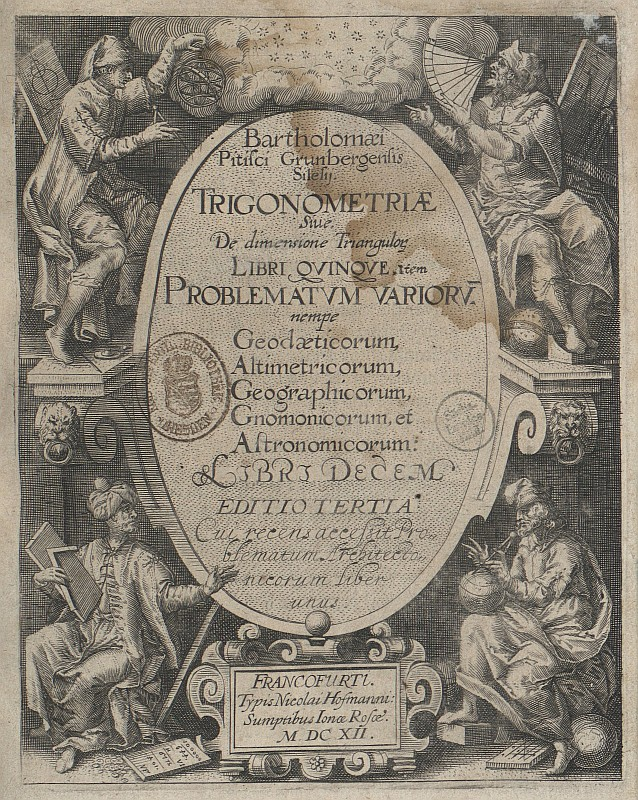
Титульна сторінка «Тригонометрії» (перевидання 1612 року) В. Пітіска, що дала назву однойменному розділу математики

## Історичні відомості
Деякі відомості з науки, що пізніше одержала назву «тригонометрія», були ще у стародавніх єгиптян. У папірусі Ахмеса є п'ять задач, що стосуються вимірювання пірамід, у яких згадується якась функція кута — «сект». Є думка, що «сект» відповідає котангенсу кута. Застосування цієї функції мало суто практичну причину: єгипетські архітектори будували піраміди, строго дотримуючись одного й того самого значення кута нахилу бічної грані до основи (52°) і кута між ребром та діагоналлю основи (42°). А для цього треба було знати відповідні відношення між лінійними елементами чотирикутної піраміди.
Вавилоняни так само мали деякі знання з цієї галузі математики: вони запровадили поділ кола на 360° та поділ градуса на 60 частин, що відповідало прийнятій у стародавній Месопотамії шістдесятковій системі числення. Для вимірювання кутів вавилоняни користувалися примітивною астролябією.
Стародавні греки вміли розв'язувати багато тригонометричних задач, але вони застосовували геометричні, а не алгебраїчні методи.
Тригонометричну функцію синус вперше запровадили стародавні індійці в «Сур'я Сіддханті». Властивості цієї функції дослідив індійський математик 5 століття Аріабхата I. Подальший внесок у розвиток тригонометрії зробили арабські математики. До 10 століття вони оперували всіма тригонометричними функціями і протабулювали їх. В Європу поняття тригонометричних функцій прийшло з перекладами праць аль-Баттані та Ат-Тусі. Однією з перших праць європейської математики, присвячених тригонометрії була книга «De Triangulis» німецького математика 15 століття Регіомонтана. Проте, ще в 16 столітті тригонометрія була мало відома. Миколай Коперник змушений був посвятити її опису 2 окремих розділи в своїй праці «Про обертання небесних сфер» (лат. «De revolutionibus orbium coelestium»).
Швидкий подальший розвиток тригонометрії був зумовлений вимогами навігації та картографії. Сам термін тригонометрія запровадив, опублікувавши в 1595 книгу під такою ж назвою, німецький математик Варфоломей Пітіск (нім. Bartholomäus Pitiscus, 1561—1613). Гемма Фрізій описав метод триангуляції.
Із становленням математичного аналізу тригонометрія отримала нові методи. Завдяки працям Брука Тейлора та Коліна Маклорена тригонометричні функції отримали представлення у вигляді рядів. Формула Муавра встановила зв'язок між тригонометричними функціями та експонентою. Леонард Ейлер розширив означення тригонометричних функцій на комплексну площину.

## Тригонометричні функції

Прямокутний трикутник

Тригонометрія ґрунтується на співвідношенні подібності. Трикутники з двома рівними кутами подібні, тому подібні прямокутні трикутники, в яких рівний один гострий кут. Відношення довжин сторін у подібних трикутників однакове, тому відношення сторін прямокутних трикутників залежить тільки від одного параметра — величини гострого кута. Ця обставина дозволяє означити тригонометричні функції: синус, косинус, тангенс, котангенс, секанс і косеканс, через відношення різних сторін прямокутного трикутника.
Нехай ABC — прямокутний трикутник. C — вершина прямого кута, AB — гіпотенуза, AC і BC — катети, α — кут BAC.

### Прямі тригонометричні функції
|                                         | Формула          | Назва     | Визначення                                   |
| --------------------------------------- | ---------------- | --------- | -------------------------------------------- |
| {\displaystyle \ \sin \alpha }          | sin α =BC/AB=a/c | синус     | відношення протилежного катета до гіпотенузи |
| {\displaystyle \ \cos \;\alpha }        | cos α =AC/AB=b/c | косинус   | відношення прилеглого катета до гіпотенузи   |
| {\displaystyle \ {\text{tg}}\;\alpha }  | tg α =BC/AC=a/b  | тангенс   | відношення протилежного катета до прилеглого |
| {\displaystyle \ {\text{ctg}}\;\alpha } | ctg α =AC/BC=b/a | котангенс | відношення прилеглого катета до протилежного |
| {\displaystyle \ {\text{sec}}\;\alpha } | sec α =AB/AC=c/b | секанс    | відношення гіпотенузи до прилеглого катета   |
| {\displaystyle \ {\text{csc}}\;\alpha } | csc α =AB/BC=c/a | косеканс  | відношення гіпотенузи до протилежного катета |

Тригонометричні функції кута θ всередині одиничного кола

Наведені у таблиці визначення дозволяють обчислити значення функцій для гострих кутів, тобто від 0° до 90° (від 0 до {\displaystyle \pi  \over 2} радіан). У XVIII столітті Леонард Ейлер дав сучасні, загальніші визначення, розширивши область визначення цих функцій на всю числову вісь. Якщо розглянути у прямокутній системі координат коло одиничного радіуса (див. малюнок) і відкласти від горизонтальної осі кут {\displaystyle \theta } (додатня величина кута відкладається проти годинникової стрілки, у протилежному випадку — за годинниковою стрілкою). Точку перетину побудованої сторони кута з колом позначено A. Тоді:
- Синус кута {\displaystyle \theta } визначається як ордината точки A.
- Косинус — абсциса точки A.
- Тангенс — відношення синуса до косинуса.
- Котангенс — відношення косинуса до синуса (тобто величина, обернена до тангенса).
- Секанс — величина, обернена до косинуса.
- Косеканс — величина, обернена до синуса.

Для гострих кутів нові визначення збігаються з попередніми.
Можливим є також чисто аналітичне визначення цих функцій, що не пов'язане з геометрією і представляє кожну функцію її розкладанням у нескінчений ряд.

#### Властивості функціїsin

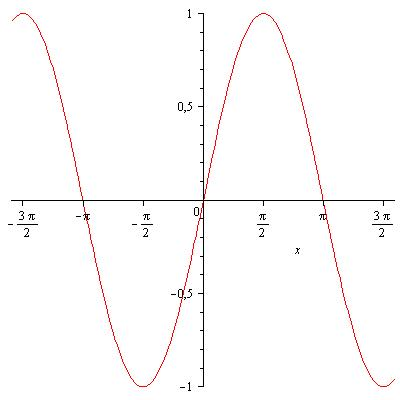
Синус (sin)

1. Область визначення функції — множина усіх дійсних чисел: {\displaystyle D(y)=R}.
2. Множина значень — проміжок [−1; 1]: {\displaystyle E(y)} = [−1;1].
3. Функція {\displaystyle y=\sin \left(\alpha \right)} є непарною: {\displaystyle \sin \left(-\alpha \right)=-\sin \alpha \,}.
4. Функція є періодичною, найменший додатній період становить {\displaystyle 2\pi }: {\displaystyle \sin \left(\alpha +2\pi \right)=\sin \left(\alpha \right)}.
5. Графік функції перетинає вісь Ох при {\displaystyle \alpha =\pi n\,,n\in Z\,}.
6. Проміжки знакосталості: {\displaystyle y>0} при {\displaystyle \left(2\pi n+0;\pi +2\pi n\right)\,,n\in Z} і {\displaystyle y<0} при {\displaystyle \left(\pi +2\pi n;2\pi +2\pi n\right)\,,n\in Z}.
7. Функція є нерозривною і має похідну при будь-якому значенні аргументу: {\displaystyle (\sin \alpha )'=\cos \alpha \,}
8. Функція {\displaystyle y=\sin \alpha } зростає при {\displaystyle \alpha \in \left(-{\frac {\pi }{2}}+2\pi n;{\frac {\pi }{2}}+2\pi n\right)\,,n\in Z}, і спадає при {\displaystyle \alpha \in \left({\frac {\pi }{2}}+2\pi n;3{\frac {\pi }{2}}+2\pi n\right)\,,n\in Z}.
9. Функція має мінімум при {\displaystyle \alpha =-{\frac {\pi }{2}}+2\pi n\,,n\in Z} і максимум при {\displaystyle \alpha ={\frac {\pi }{2}}+2\pi n\,,n\in Z}.

#### Властивості функціїcos

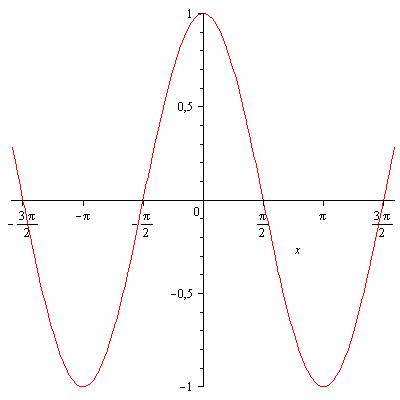
Косинус (cos)

1. Область визначення функції — множина усіх дійсних чисел: {\displaystyle D(y)=R}.
2. Множина значень — проміжок [−1; 1]: {\displaystyle E(y)} = [−1;1].
3. Функція {\displaystyle y=\cos \left(\alpha \right)} є парною: {\displaystyle \cos \left(-\alpha \right)=\cos \alpha \,}.
4. Функція є періодичною, найменший додатній період дорівнює {\displaystyle 2\pi }: {\displaystyle \cos \left(\alpha +2\pi \right)=\cos \left(\alpha \right)}.
5. Графік функції перетинає вісь Ох при {\displaystyle \alpha ={\frac {\pi }{2}}+\pi n\,,n\in Z\,}.
6. Проміжки знакосталості: {\displaystyle y>0} при {\displaystyle \left(-{\frac {\pi }{2}}+2\pi n;{\frac {\pi }{2}}+2\pi n\right)\,,n\in Z} і {\displaystyle y<0} при {\displaystyle \left({\frac {\pi }{2}}+2\pi n;3{\frac {\pi }{2}}+2\pi n\right)\,,n\in Z.}
7. Функція є нерозривною і має похідну при будь-якому значенні аргументу: {\displaystyle (\cos \alpha )'=-\sin \alpha \,}
8. Функція {\displaystyle y=\cos \alpha } зростає при {\displaystyle \alpha \in \left(-\pi +2\pi n;2\pi n\right)\,,n\in Z,} і спадає при {\displaystyle \alpha \in \left(2\pi n;\pi +2\pi n\right)\,,n\in Z.}
9. Функція має мінімум при {\displaystyle \alpha =\pi +2\pi n\,,n\in Z} і максимум при {\displaystyle \alpha =2\pi n\,,n\in Z.}

#### Властивості функціїtg

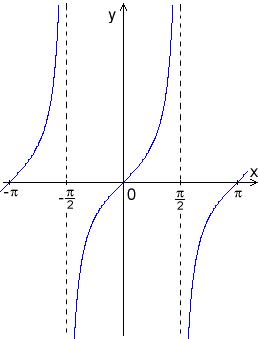
Тангенс (tg)

1. Область визначення функції — множина усіх дійсних чисел: {\displaystyle D(y)=R}, крім чисел {\displaystyle \alpha ={\frac {\pi }{2}}+\pi n.}
2. Множина значень — множина всіх дійсних чисел: {\displaystyle E(y)=R.}
3. Функція {\displaystyle y=\mathrm {tg} \left(\alpha \right)} є непарною: {\displaystyle \mathrm {tg} \left(-\alpha \right)=-\mathrm {tg} \ \alpha \,}.
4. Функція є періодичною, найменший додатній період становить {\displaystyle \pi }: {\displaystyle \mathrm {tg} \left(\alpha +\pi \right)=\mathrm {tg} \left(\alpha \right)}.
5. Графік функції перетинає вісь Ох при {\displaystyle \alpha =\pi n\,,n\in Z\,}.
6. Проміжки знакосталості: {\displaystyle y>0} при {\displaystyle \left(\pi n;{\frac {\pi }{2}}+\pi n\right)\,,n\in Z} і {\displaystyle y<0} при {\displaystyle \left(-{\frac {\pi }{2}}+\pi n;\pi n\right)\,,n\in Z}.
7. Функція є нерозривною і має похідну при будь-якому значенні аргумента з області визначення: {\displaystyle (\mathop {\operatorname {tg} } \,x)'={\frac {1}{\cos ^{2}x}},}
8. Функція {\displaystyle y=\mathrm {tg} \ \alpha } зростає при {\displaystyle \alpha \in \left(-{\frac {\pi }{2}}+\pi n;{\frac {\pi }{2}}+\pi n\right)\,,n\in Z}.

#### Властивості функціїctg

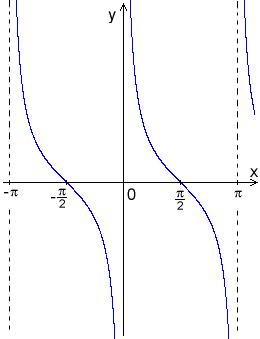
Котангенс (ctg)

1. Область визначення функції — множина всіх дійсних чисел: {\displaystyle D(y)=R,} крім чисел {\displaystyle \alpha =\pi n.}
2. Множина значень — множина всіх дійсних чисел: {\displaystyle E(y)=R.}
3. Функція {\displaystyle y=\mathop {\operatorname {ctg} } \left(\alpha \right)} є непарною: {\displaystyle \mathop {\operatorname {ctg} } \left(-\alpha \right)=-\mathop {\operatorname {ctg} } \ \alpha \,.}
4. Функція є періодичною, найменший додатній період дорівнює {\displaystyle \pi }: {\displaystyle \mathop {\operatorname {ctg} } \left(\alpha +\pi \right)=\mathop {\operatorname {ctg} } \left(\alpha \right).}
5. Графік функції перетинає вісь Ох при {\displaystyle \alpha ={\frac {\pi }{2}}+\pi n\,,n\in Z\,.}
6. Проміжки знакосталості: {\displaystyle y>0} при {\displaystyle \left(\pi n;{\frac {\pi }{2}}+\pi n\right)\,,n\in Z} і {\displaystyle y<0} при {\displaystyle \left({\frac {\pi }{2}}+\pi n;\pi \left(n+1\right)\right)\,,n\in Z.}
7. Функція є нерозривною і має похідну при будь-якому значенні аргументу з області визначення: {\displaystyle (\mathop {\operatorname {ctg} } \,x)'=-{\frac {1}{\sin ^{2}x}}.}
8. Функція {\displaystyle y=\mathop {\operatorname {ctg} } \ \alpha } спадає при {\displaystyle \alpha \in \left(\pi n;\pi \left(n+1\right)\right)\,,n\in Z.}

### Обернені тригонометричні функції
Для кожної прямої тригонометричної функції існує обернена. Назви оберенних функцій утворюються додаванням префікса арк- до назви відповідної прямої функції. Наприклад,
{\displaystyle \ \arcsin \;x} — арксинус, кут, синус якого дорівнює х;
{\displaystyle \ \arccos \;x} — арккосинус, кут, косинус якого дорівнює х.
{\displaystyle \ {\text{arctg}}\;x} — арктангенс, кут, тангенс якого дорівнює х.

### Формули переходу
{\displaystyle \sin ^{2}x+\cos ^{2}x=1\!}
Це співвідношення є наслідком теореми Піфагора й називається тригонометричною одиницею.
{\displaystyle {\text{tg}}\,x={\frac {\sin x}{\cos x}}\!}
{\displaystyle {\text{ctg}}\,x={\frac {\cos x}{\sin x}}\!}

## Основні теореми тригонометрії
Визначені для прямокутного трикутника тригонометричні функції дозволяють розв'язувати довільні трикутники з використанням основних теорем: теореми синусів, теореми косинусів й теореми тангенсів.

### Теорема синусів
Теорема синусів стверджує, що відношення синуса кута до довжини протилежної сторони трикутника однакова для всіх кутів трикутника. Для плоского трикутника зі сторонами {\displaystyle a,b,c} і відповідними протилежними до них кутами {\displaystyle A,B,C} можна записати:
{\displaystyle {\frac {a}{\sin A}}={\frac {b}{\sin B}}={\frac {c}{\sin C}}=2R,}
де {\displaystyle R} — радіус описаного кола навколо трикутника.
{\displaystyle R={\frac {abc}{\sqrt {(a+b+c)(a-b+c)(a+b-c)(b+c-a)}}}.}

### Теорема косинусів
За теоремою косинусів, квадрат сторони трикутника дорівнює сумі квадратів двох інших сторін мінус подвоєний добуток цих сторін на косинус кута між ними. Для плоского трикутника зі сторонами {\displaystyle a,b,c} і кутом {\displaystyle C}, між сторонами {\displaystyle a,b}:
{\displaystyle c^{2}=a^{2}+b^{2}-2ab\cos C,\,}
або:
{\displaystyle \cos C={\frac {a^{2}+b^{2}-c^{2}}{2ab}}.\,}
Теорема косинусів дозволяє визначити довжину третьої сторони трикутника, якщо відомі довжини двох сторін та значення кута між ними.

### Теорема тангенсів
Теорема тангенсів — теорема про співвідношення між двома сторонами довільного трикутника і тангенсами півсуми й піврізниці протилежних до них кутів записується рівнянням (формула Регіомонтана):
{\displaystyle {\frac {a-b}{a+b}}={\frac {\mathop {\operatorname {tg} } \left[{\tfrac {1}{2}}(A-B)\right]}{\mathop {\operatorname {tg} } \left[{\tfrac {1}{2}}(A+B)\right]}}}

### Площа трикутника
Площа трикутника теж може бути визначена через тригонометричні функції: вона дорівнює половині добутку прилеглих сторін на синус кута між ними:
{\displaystyle A={\frac {1}{2}}ab\sin C.\,}

## Найпростіші тригонометричні рівняння
Рівняння, в яких фігурують тригонометричні функції, називають тригонометричними. Найпростіші з них мають аналітичні розв'язки, завдяки існуванню обернених тригонометричних функцій. Оскільки тригонометричні функції періодичні, такі розв'язки не єдині, а визначаються з точністю до періоду.
{\displaystyle {\begin{matrix}\sin x=a&(|a|\leq 1)&x=(-1)^{n}\arcsin a+\pi n\\\cos x=a&(|a|\leq 1)&x=\pm \arccos a+2\pi n\\{\text{tg}}\,x=a&&x={\text{arctg}}\,a+\pi n\\{\text{ctg}}\,x=a&&x={\text{arcctg}}\,a+\pi n,n\in \mathbb {Z} \\\end{matrix}}}

## Формули перетворення тригонометричних виразів
Синус та косинус суми/різниці
{\displaystyle \sin(x+y)=\sin x\cos y+\cos x\sin y\!}
{\displaystyle \sin(x-y)=\sin x\cos y-\cos x\sin y\!}
{\displaystyle \cos(x+y)=\cos x\cos y-\sin x\sin y\!}
{\displaystyle \cos(x-y)=\cos x\cos y+\sin x\sin y\!}
Сума/різниця синусів та косинусів
{\displaystyle \sin x+\sin y=2\sin {\frac {x+y}{2}}\cos {\frac {x-y}{2}}\!}
{\displaystyle \sin x-\sin y=2\sin {\frac {x-y}{2}}\cos {\frac {x+y}{2}}\!}
{\displaystyle \cos x+\cos y=2\cos {\frac {x+y}{2}}\cos {\frac {x-y}{2}}\!}
{\displaystyle \cos x-\cos y=-2\sin {\frac {x+y}{2}}\sin {\frac {x-y}{2}}\!}

## Формула Ейлера
Формула Ейлера — співвідношення, що пов'язує комплексну експоненту з тригонометричними функціями. Названа на честь Леонарда Ейлера, який її запропонував.
Формула Ейлера стверджує, що для будь-якого дійсного числа {\displaystyle x} виконується рівність:
{\displaystyle ~e^{ix}=\cos x+i\sin x},
де {\displaystyle e} — основа натурального логарифма,
{\displaystyle i} — уявна одиниця.
Формула Ейлера надає зв'язок між математичним аналізом й тригонометрією, а також дозволяє інтерпретувати функції синуса і косинуса як зважені суми експоненціальної функції:
{\displaystyle \cos x=\mathrm {Re} \{e^{ix}\}={e^{ix}+e^{-ix} \over 2},}
{\displaystyle \sin x=\mathrm {Im} \{e^{ix}\}={e^{ix}-e^{-ix} \over 2i}.}
Наведені рівняння можуть бути отримані додаванням або відніманням формул Ейлера:
{\displaystyle e^{ix}=\cos x+i\sin x\;,}
{\displaystyle e^{-ix}=\cos(-x)+i\sin(-x)=\cos x-i\sin x\;.}
з подальшим розв'язанням відносно синуса або косинуса.
Також ці формули можуть слугувати визначенням тригонометричних функцій комплексною змінною. Наприклад, виконуючи підстановку x = iy, отримуємо:
{\displaystyle \cos iy={e^{-y}+e^{y} \over 2}=\operatorname {ch} y,}
{\displaystyle \sin iy={e^{-y}-e^{y} \over 2i}=-{1 \over i}{e^{y}-e^{-y} \over 2}=i\operatorname {sh} y.}
Комплексні експоненти дозволяють спростити тригонометричні розрахунки, оскільки ними простіше маніпулювати, ніж синусоїдальними компонентами. Один з підходів передбачає перетворення синусоїд у відповідні експоненціальні вирази. Після спрощення результат виразу залишається дійсним. Суть другого підходу у представленні синусоїд як дійсних частин комплексного виразу і проведення маніпуляцій безпосередньо з комплексним виразом.

## Сферична тригонометрія
Сферична тригонометрія — розділ сферичної геометрії головними об'єктами якого є многокутники (особливо трикутники) на сфері та співвідношення між сторонами і кутами. Виникнення сферичної геометрії пов'язане з задачами сферичної астрономії.
Основними елементами сферичної геометрії є точки та великі кола сфери. Великі кола є геодезичними лініями сфери, тому вони в сферичній геометрії відіграють роль, аналогічну ролі прямих у планіметрії. Віддаль між двома точками в сферичній геометрії вимірюється кутом між радіусами сфери, проведеними в ці точки. Кут між двома «прямими» дорівнює двогранному кутові між площинами великих кіл, які визначають ці «прямі». Дві будь-які «прямі» в сферичній геометрії перетинаються у двох точках і розбивають поверхню сфери на 4 двокутники. Три «прямі», перетинаючись попарно, утворюють 8 сферичних трикутників. Ці трикутники мають багато незвичайних властивостей, які відрізняють їх від плоских трикутників. Наприклад, сума кутів сферичного трикутника завжди більша за 180° і менша за 540°.
Сторони і кути сферичного трикутника пов'язані залежностями:
{\displaystyle {\frac {\sin {\frac {a}{R}}}{\sin A}}={\frac {\sin {\frac {b}{R}}}{\sin B}}={\frac {\sin {\frac {c}{R}}}{\sin C}};}
{\displaystyle \cos {\frac {c}{R}}=\cos {\frac {a}{R}}\cos {\frac {b}{R}}+\sin {\frac {a}{R}}\sin {\frac {b}{R}}\cos C;}
{\displaystyle \cos {\frac {a}{R}}={\frac {\cos A+\cos B\cos C}{\sin B\sin C}}.}
де {\displaystyle a,b,c} — сторони сферичного трикутника; {\displaystyle A,B,C} — кути, протилежні до цих сторін; {\displaystyle R} — радіус сфери.
Сферична тригонометрія дуже важлива в астрономічних обчисленнях, а також в орбітальній, космічній навігації та навігації на поверхні Землі.

## Застосування
Тригонометричні обчислення застосовуються практично у всіх областях геометрії, фізики й інженерної справи. Велике значення має техніка тріангуляції, що дозволяє вимірювати відстані до недалеких зірок в астрономії, між орієнтирами в географії, контролювати системи навігації супутників. Також слід відзначити застосування тригонометрії в таких областях, як теорія музики, акустика, оптика, аналіз фінансових ринків, електроніка, теорія ймовірностей, статистика, біологія, медицина (включаючи ультразвукове дослідження (УЗД) і комп'ютерну томографію), фармацевтика, хімія, теорія чисел (і, як наслідок, криптографія), сейсмологія, метеорологія, океанологія, картографія, фізика, топографія та геодезія, архітектура, фонетика, економіка, електронна техніка, машинобудування, комп'ютерна графіка, кристалографія.